# 神保春茂
神保 春茂（じんぼう はるしげ）は、戦国時代から安土桃山時代にかけての武将。官途は式部大輔あるいは式部丞。

## 出自
『寛政重修諸家譜』によると、惟宗姓の神保宗右衛門長誠から孫の彦九郎茂政-彦次郎則茂-三河守茂勝-右衛門尉茂定-春茂と続いたとされる。
一方で、『古今采輯』によると、橘姓の神保宗右衛門（長誠）から彦次郎宗角-彦九郎則角-右衛門尉光茂-春茂と続いたとされる。加えて、春茂には「春仍弟」とあり、血筋としては湯川直春-直定-春定-春茂と続いた可能性がある。

## 概要
『寛政重修諸家譜』によると、紀伊国有田郡石垣鳥屋城に住んでおり、畠山氏が没落した後は紀伊国に幽居し、その後豊臣秀吉に仕え大和国高市郡に6000石の知行地を与えられたという。